# Feliciano López
Feliciano López Díaz-Guerra (Toledo, 20 settembre 1981) è un ex tennista spagnolo.
Professionista dal 1997 al 2023, ha ottenuto grandi risultati sia in singolare, con 7 titoli ATP e quattro quarti di finale Slam, sia in doppio, vincendo il Roland Garros 2016 e  facendo finale agli US Open 2017. Vanta come best ranking la 12ª posizione in singolare, la nona in doppio. Ha fatto parte della squadra spagnola di Coppa Davis vincitrice in cinque occasioni della competizione (giocando sei finali, perdendone una). Annovera inoltre una finale in ATP Cup.
È il tennista con più presenze consecutive nei tornei del Grande Slam in singolare (79), a partire dal Roland Garros 2002 sino all'Australian Open 2022.

## Stile di gioco
Mancino, giocava il rovescio a una mano, principalmente in slice. Dotato di un servizio potente, applicava spesso il serve & volley. Per queste caratteristiche il suo tennis era più adatto a erba e cemento, soprattutto indoor, piuttosto che alla terra battuta.

## Carriera
È stato n° 12 del ranking ATP nel 2015. Ha vinto sette titoli ATP in singolare su 18 finali disputate, e quattro tornei di doppio tra cui, insieme a Marc López, il Roland Garros del 2016, 26 anni dopo Sergio Casal e Emilio Sánchez, ultima coppia spagnola a trionfare a Parigi.
Nel 2004 vinse il suo primo titolo ATP, il 500 di Vienna, battendo in finale Guillermo Cañas in cinque set. Nel 2005 diventò il primo spagnolo a raggiungere i quarti di finale a Wimbledon dopo Manuel Orantes, che raggiunse la semifinale nel 1972. È il suo miglior risultato nei tornei del Grande Slam, eguagliato poi a Wimbledon nel 2008 e 2011 e agli US Open nel 2015. Nel 2008 giunse in finale per la seconda volta in carriera, a Dubai, ma viene sconfitto da Andy Roddick.
Nel febbraio del 2010 conquistò il suo secondo torneo ATP, a Johannesburg, dove in finale ebbe la meglio in due set su Stéphane Robert. Sempre nel 2010 sconfisse il n° 1 del mondo Rafael Nadal nei quarti di finale dei Queen's Club Championships. In semifinale fu battuto da Mardy Fish per 6–3, 6–4.
Il 1º maggio 2011 raggiunge la finale al Serbia Open di Belgrado battendo in semifinale Filippo Volandri, ma esce sconfitto dal match conclusivo contro Novak Đoković.
Nel 2012 non vince alcun titolo del circuito ATP, ma raggiunge il quarto posto nel doppio alle Olimpiadi di Londra in coppia con David Ferrer.
Inizia il 2013 con una finale raggiunta a Memphis, persa per 6–2, 6–3 contro Kei Nishikori. Il 17 giugno conquista il terzo torneo ATP, a Eastbourne, dove batte in finale Gilles Simon per 7–6, 6–7, 6–0. Termina la stagione con i quarti di finale raggiunti a Bangkok.
La stagione 2014 comincia con i quarti di finale nell'ATP 250 di Delray Beach in singolare e la finale in doppio, in coppia con Maks Mirny, sul cemento di Acapulco. Sulla terra rossa giunge ai quarti di finale sia al Masters 1000 di Madrid, dove giunge in finale nel torneo di doppio, in coppia con Robin Haase, sia agli Internazionali d'Italia. Sull'erba del Queen's Club di Londra viene sconfitto in finale da Grigor Dimitrov in tre set. Sempre sull'erba, vince per il secondo anno consecutivo l'ATP 250 di Eastbourne, suo quarto trofeo ATP, battendo in finale Richard Gasquet per 6–3, 6–7, 7–5. Al Canadian Open di Toronto raggiunge la semifinale, dove viene sconfitto da Roger Federer. Conclude la stagione con la semifinale raggiunta a Shanghai.
Nel febbraio del 2015, a Quito, raggiunge la finale in singolare, dove viene sconfitto per 6–2, 6–7, 7–6 da Víctor Estrella Burgos. Il 23 febbraio raggiunge il suo best ranking alla posizione n° 12 del ranking mondiale. Raggiunge i quarti di finale sul cemento di Indian Wells e sulla terra rossa di Houston. Agli US Open raggiunge i quarti di finale, dove viene sconfitto dal futuro vincitore Novak Đoković per 6–1, 3–6, 6–3, 7–6. Conclude la stagione perdendo in finale contro David Ferrer all'ATP 250 di Kuala Lumpur.
Nel primo torneo del 2016, l'ATP 250 di Doha, vince il torneo di doppio in coppia con Marc López battendo in finale la coppia formata da Philipp Petzschner e Alexander Peya per 6–4, 6–3. Sul cemento di Dubai raggiunge la semifinale in singolare e la finale in doppio, sempre in coppia con Marc López. Al Roland Garros, in coppia con Marc Lopez, compie l'impresa di conquistare il trofeo battendo in finale la coppia formata da Bob Bryan e Mike Bryan per 6–4, 6–7, 6–3. A Gstaad conquista il suo quinto titolo in singolare, sconfiggendo in finale il suo ex compagno di doppio Robin Haase per 6–4, 7–5. Raggiunge la finale in singolare a Los Cabos dove viene sconfitto da Ivo Karlović per 7–6, 6–2.
Nel 2017 vince il suo sesto trofeo, il secondo ATP 500, trionfando sull'erba del Queen's in finale sul n° 7 del mondo Marin Cilic con il punteggio di 4–6, 7–6, 7–6 annullando match point. Agli US Open Feliciano e Marc Lopez ottengono la loro seconda finale Slam, cedendo contro Jean-Julien Rojer e Horia Tecău 6–4, 6–3.
Nel 2018 vince a Barcellona in doppio con Marc Lopez.
Il 23 giugno 2019, all'età di 37 anni e 9 mesi, si impone nuovamente sul verde del Queen's grazie alla vittoria nell'atto conclusivo su Gilles Simon al tie-break del terzo set, conquistando il settimo titolo del circuito maggiore, il terzo di categoria 500. Dopo pochi minuti scende di nuovo in campo e si aggiudica anche il suo quinto torneo di doppio, il primo sull'erba, sconfiggendo, in coppia con Andy Murray, il duo formato da Rajeev Ram e Joe Salisbury.
Inizia il 2020 arrivando, insieme a Rafa Nadal, Pablo Carreño Busta e Roberto Bautista Agut, in finale dell'ATP Cup, nuova manifestazione a squadre, con il trentottenne Lopez impegnato solamente negli incontri di doppio in coppia con Pablo Carreño Busta.
Durante la stagione non ottiene risultati di rilievo né un singolare, senza superare nessun turno negli Slam (Wimbledon viene cancellato), né in doppio. Non ottiene nessuna finale.
Nel 2021 inizia bene la stagione con il terzo turno agli Australian Open, sconfiggendo la wild card Li Tu in quattro set e Lorenzo Sonego in rimonta 6–4 al quinto set per poi perdere con Andrey Rublev.
Negli altri Slam si ferma all'esordio.
In autunno perde la finale al Challenger di Tenerife contro Tallon Griekspoor per 6–4, 6–4.
A novembre partecipa con la nazionale spagnola alla Coppa Davis, dove a causa di varie defezioni viene impiegato in singolare. Dopo essersi imposto su Roberto Quiroz (Ecuador) 6–3, 6–3 il quarantenne Lopez sconfigge Rublev (Russia), numero 5 del mondo, per 2–6, 6–2, 6–3. La sua sconfitta in doppio a fianco di Marcel Granollers contro Aslan Karacev e lo stesso Rublev costa alla Spagna l'eliminazione.
Inizia la stagione 2022 agli Australian Open, venendo sconfitto all'esordio da John Millman in quattro set. A fine febbraio vince il doppio all'ATP 500 di Acapulco al fianco di Stefanos Tsitsipas, battendo in finale Jean-Julien Rojer e Marcelo Arévalo 7–5, 6–4. È il sesto titolo in carriera in doppio per lo spagnolo.
Il 29 giugno 2023, in seguito alla sconfitta rimediata contro Yannick Hanfmann ai quarti di finale del torneo di Maiorca, annuncia il ritiro dal tennis.

## Statistiche

### Singolare

#### Vittorie (7)
| Legenda              |
| Grande Slam (0)      |
| ATP Finals (0)       |
| ATP Masters 1000 (0) |
| ATP Tour 500 (3)     |
| ATP Tour 250 (4)     |

| N. | Data            | Torneo                                   | Superficie  | Avversari in finale | Punteggio               |
| 1. | 11 ottobre 2004 | Vienna Open, Vienna                      | Cemento (i) | Guillermo Cañas     | 6–4, 1–6, 7–5, 3–6, 7–5 |
| 2. | 7 febbraio 2010 | SA Tennis Open, Johannesburg             | Cemento     | Stéphane Robert     | 7–5, 6–1                |
| 3. | 22 giugno 2013  | Eastbourne International, Eastbourne (1) | Erba        | Gilles Simon        | 7–6(2), 6(5)–7, 6–0     |
| 4. | 21 giugno 2014  | Eastbourne International, Eastbourne (2) | Erba        | Richard Gasquet     | 6–3, 6(5)–7, 7–5        |
| 5. | 24 luglio 2016  | Swiss Open Gstaad, Gstaad                | Terra rossa | Robin Haase         | 6–4, 7–5                |
| 6. | 25 giugno 2017  | Queen's Club Championships, Londra (1)   | Erba        | Marin Čilić         | 4–6, 7–6(2), 7–6(8)     |
| 7. | 23 giugno 2019  | Queen's Club Championships, Londra (2)   | Erba        | Gilles Simon        | 6–2, 6(4)–7, 7–6(2)     |

#### Finali perse (11)
| Legenda              |
| Grande Slam (0)      |
| ATP Finals (0)       |
| ATP Masters 1000 (0) |
| ATP Tour 500 (3)     |
| ATP Tour 250 (8)     |

| N.  | Data             | Torneo                                             | Superficie  | Avversari in finale    | Punteggio                |
| 1.  | 7 marzo 2004     | Dubai Tennis Championships, Dubai (1)              | Cemento     | Roger Federer          | 6–4, 1–6, 2–6            |
| 2.  | 22 agosto 2005   | Connecticut Open, New Haven                        | Cemento     | James Blake            | 6–3, 5–7, 1–6            |
| 3.  | 10 luglio 2006   | Swiss Open Gstaad, Gstaad                          | Terra rossa | Richard Gasquet        | 6(4)–7, 7–6(3), 3–6, 3–6 |
| 4.  | 8 marzo 2008     | Dubai Tennis Championships, Dubai (2)              | Cemento     | Andy Roddick           | 7–6(8), 4–6, 2–6         |
| 5.  | 1º maggio 2011   | Serbia Open, Belgrado                              | Terra rossa | Novak Đoković          | 6(4)–7, 2–6              |
| 6.  | 24 febbraio 2013 | U.S. National Indoor Tennis Championships, Memphis | Cemento (i) | Kei Nishikori          | 2–6, 3–6                 |
| 7.  | 15 giugno 2014   | Queen's Club Championships, Londra                 | Erba        | Grigor Dimitrov        | 7–6(8), 6(1)–7, 6(6)–7   |
| 8.  | 8 febbraio 2015  | Ecuador Open, Quito                                | Terra rossa | Víctor Estrella Burgos | 2–6, 7–6(5), 6(5)–7      |
| 9.  | 4 ottobre 2015   | Malaysian Open, Kuala Lumpur                       | Cemento (i) | David Ferrer           | 5–7, 5–7                 |
| 10. | 13 luglio 2016   | Abierto Mexicano Los Cabos Open, Los Cabos         | Cemento     | Ivo Karlović           | 6(5)–7, 2–6              |
| 11. | 18 giugno 2017   | Stuttgart Open, Stoccarda                          | Erba        | Lucas Pouille          | 4–6, 7–6(5), 4–6         |

### Doppio

#### Vittorie (6)
| Legenda              |
| Grande Slam (1)      |
| ATP Finals (0)       |
| ATP Masters 1000 (0) |
| ATP Tour 500 (3)     |
| ATP Tour 250 (2)     |

| N. | Data             | Torneo                              | Superficie  | Compagno           | Avversari in finale                    | Punteggio           |
| 1. | 30 ottobre 2004  | Stockholm Open, Stoccolma           | Cemento (i) | Fernando Verdasco  | Wayne Arthurs Paul Hanley              | 6–4, 6–4            |
| 2. | 8 gennaio 2016   | Qatar Open ATP, Doha                | Cemento     | Marc López         | Philipp Petzschner Alexander Peya      | 6–4, 6–3            |
| 3. | 4 giugno 2016    | Open di Francia, Parigi             | Terra rossa | Marc López         | Bob Bryan Mike Bryan                   | 6–4, 6(6)–7, 6–3    |
| 4. | 29 aprile 2018   | Barcelona Open, Barcellona          | Terra rossa | Marc López         | Aisam-ul-Haq Qureshi Jean-Julien Rojer | 7–6(5), 6–4         |
| 5. | 23 giugno 2019   | Queen's Club Championships, Londra  | Erba        | Andy Murray        | Rajeev Ram Joe Salisbury               | 7–6(6), 5–7, [10–5] |
| 6. | 26 febbraio 2022 | Abierto Mexicano de Tenis, Acapulco | Cemento     | Stefanos Tsitsipas | Marcelo Arévalo Jean-Julien Rojer      | 7–5, 6–4            |

#### Finali perse (11)
| Legenda              |
| Grande Slam (1)      |
| ATP Finals (0)       |
| ATP Masters 1000 (2) |
| ATP Tour 500 (3)     |
| ATP Tour 250 (5)     |

| N.  | Data             | Torneo                                           | Superficie  | Compagno       | Avversari in finale                | Punteggio         |
| 1.  | 5 maggio 2001    | Majorca Open, Maiorca                            | Terra rossa | Francisco Roig | Donald Johnson Jared Palmer        | 5–7, 3–6          |
| 2.  | 18 aprile 2004   | Open de Tenis Comunidad Valenciana, Valencia (1) | Terra rossa | Marc López     | Gastón Etlis Martín Rodríguez      | 5–7, 6(5)–7       |
| 3.  | 23 aprile 2005   | Torneo Godó, Barcellona                          | Terra rossa | Rafael Nadal   | Leander Paes Nenad Zimonjić        | 3–6, 3–6          |
| 4.  | 26 febbraio 2011 | Dubai Tennis Championships, Dubai (1)            | Cemento     | Jérémy Chardy  | Serhij Stachovs'kyj Michail Južnyj | 6–4, 3–6, [3–10]  |
| 5.  | 1º marzo 2014    | Abierto Mexicano de Tenis, Acapulco (1)          | Cemento     | Maks Mirny     | Matthew Ebden Kevin Anderson       | 3–6, 3–6          |
| 6.  | 18 maggio 2014   | Internazionali d'Italia, Roma                    | Terra rossa | Robin Haase    | Nenad Zimonjić Daniel Nestor       | 4–6, 6(2)–7       |
| 7.  | 1º novembre 2015 | Valencia Open, Valencia (2)                      | Cemento (i) | Maks Mirny     | Eric Butorac Scott Lipsky          | 6(4)–7, 3–6       |
| 8.  | 27 febbraio 2016 | Dubai Tennis Championships, Dubai (2)            | Cemento     | Marc López     | Simone Bolelli Andreas Seppi       | 2–6, 6–3, [12–14] |
| 9.  | 4 marzo 2017     | Abierto Mexicano de Tenis, Acapulco (2)          | Cemento     | John Isner     | Jamie Murray Bruno Soares          | 3–6, 3–6          |
| 10. | 23 aprile 2017   | Monte Carlo Masters, Montecarlo                  | Terra rossa | Marc López     | Rohan Bopanna Pablo Cuevas         | 3–6, 6–3, [4–10]  |
| 11. | 2017             | 🇺🇸 U.S. Open                                     | Cemento     |                |                                    |                   |

11

## Risultati in progressione
| Sigla | Risultato               |
| ----- | ----------------------- |
| V     | Vincitore               |
| F     | Finalista               |
| SF    | Semifinalista           |
| O     | Oro olimpico            |
| A     | Argento olimpico        |
| SF    | Bronzo olimpico         |
| QF    | Quarti di Finale        |
| 4T    | Quarto turno            |
| 3T    | Terzo turno             |
| 2T    | Secondo turno           |
| 1T    | Primo turno             |
| RR    | Round Robin             |
| LQ    | Turno di qualificazione |
| A     | Assente                 |
| ND    | Non disputato           |

| Legenda superfici    |
| -------------------- |
| Cemento              |
| Terra battuta        |
| Erba                 |
| Superficie variabile |

### Singolare nei tornei del Grande Slam
| Torneo          | 2000 | 2001 | 2002 | 2003 | 2004 | 2005 | 2006 | 2007 | 2008 | 2009 | 2010 | 2011 | 2012 | 2013 | 2014 | 2015 | 2016 | 2017 | 2018 | 2019 | 2020 | 2021 | 2022 | 2023 |
| --------------- | ---- | ---- | ---- | ---- | ---- | ---- | ---- | ---- | ---- | ---- | ---- | ---- | ---- | ---- | ---- | ---- | ---- | ---- | ---- | ---- | ---- | ---- | ---- | ---- |
| Australian Open | A    | A    | A    | 3T   | 1T   | 3T   | 3T   | 2T   | 2T   | 1T   | 3T   | 2T   | 4T   | 2T   | 3T   | 4T   | 3T   | 1T   | 1T   | 1T   | 1T   | 3T   | 1T   | A    |
| Open di Francia | A    | 1T   | 2T   | 1T   | 4T   | 1T   | 1T   | 1T   | 1T   | 2T   | 1T   | 1T   | 1T   | 3T   | 2T   | 1T   | 3T   | 3T   | 1T   | 1T   | 1T   | 1T   | Q1   | A    |
| Wimbledon       | Q2   | A    | 4T   | 4T   | 3T   | QF   | 1T   | 3T   | QF   | 1T   | 3T   | QF   | 1T   | 3T   | 4T   | 2T   | 3T   | 1T   | 2T   | 2T   | ND   | 1T   | 1T   | A    |
| US Open         | A    | A    | 2T   | 1T   | 3T   | 2T   | 2T   | 4T   | 1T   | 1T   | 4T   | 3T   | 3T   | 3T   | 3T   | QF   | 2T   | 3T   | 1T   | 3T   | 1T   | 1T   | A    | A    |

### Doppio nei tornei del Grande Slam
| Torneo          | 2003 | 2004 | 2005 | 2006 | 2007 | 2008 | 2009 | 2010 | 2011 | 2012 | 2013 | 2014 | 2015 | 2016 | 2017 | 2018 | 2019 | 2020 | 2021 | 2022 | 2023 |
| --------------- | ---- | ---- | ---- | ---- | ---- | ---- | ---- | ---- | ---- | ---- | ---- | ---- | ---- | ---- | ---- | ---- | ---- | ---- | ---- | ---- | ---- |
| Australian Open | 1T   | 2T   | 1T   | 2T   | A    | 3T   | QF   | 2T   | 2T   | A    | 1T   | 1T   | 1T   | 2T   | 3T   | 2T   | 1T   | 1T   | A    | A    | A    |
| Open di Francia | 4T   | 1T   | 1T   | 1T   | 2T   | A    | 1T   | A    | 2T   | A    | 3T   | 3T   | 2T   | V    | 1T   | SF   | 2T   | 3T   | A    | 3T   | A    |
| Wimbledon       | 1T   | 2T   | 2T   | A    | A    | 3T   | A    | A    | A    | A    | A    | 2T   | A    | A    | 1T   | A    | 2T   | ND   | 1T   | 1T   | A    |
| US Open         | 3T   | QF   | 3T   | 1T   | 2T   | QF   | A    | 1T   | A    | A    | 2T   | 1T   | 1T   | SF   | F    | 2T   | 2T   | A    | A    | 2T   | A    |

### Doppio misto nei tornei del Grande Slam
| Torneo          | 2004 | 2005 | 2006 | 2007 | 2008 | 2009 | 2010 | 2011 |
| --------------- | ---- | ---- | ---- | ---- | ---- | ---- | ---- | ---- |
| Australian Open | A    | A    | A    | A    | A    | A    | A    | A    |
| Open di Francia | 2T   | A    | A    | A    | A    | A    | A    | A    |
| Wimbledon       | A    | A    | A    | A    | A    | A    | A    | 3T   |
| US Open         | A    | A    | A    | A    | A    | A    | A    | A    |

## Vittorie contro giocatori top 10
| Stagione | 1997 | 1998 | 1999 | 2000 | 2001 | 2002 | 2003 | 2004 | 2005 | 2006 | 2007 | 2008 | 2009 | 2010 | 2011 | 2012 | 2013 | 2014 | 2015 | 2016 | 2017 | 2018 | 2019 | 2020 | 2021 | 2022 | 2023 | Totale |
| Vittorie | 0    | 0    | 0    | 0    | 0    | 1    | 5    | 1    | 2    | 2    | 2    | 5    | 0    | 1    | 4    | 1    | 1    | 4    | 4    | 1    | 2    | 2    | 0    | 0    | 1    | 0    | 0    | 39     |